# BMC Racing Team/2016
Deze pagina geeft een overzicht van de BMC Racing Team-wielerploeg in 2016.

## Algemeen
Algemeen manager:  Jim Ochowicz
Ploegleiders:  Fabio Baldato,  Noël Dejonckheere,  Yvon Ledanois,  Marco Pinotti,  Valerio Piva,  Maximilian Sciandri &  Jackson Stewart
Fietsmerk: Bicycle Manufacturing Company
Kopmannen:  Manuel Senni,  Darwin Atapuma,  Richie Porte,  Greg van Avermaet,  Tejay van Garderen

## Transfers
| Inkomend     | Team 2015                    | Uitgaand           | Team 2016           |
| ------------ | ---------------------------- | ------------------ | ------------------- |
| Richie Porte | Team Sky                     | Peter Stetina      | Trek Factory Racing |
| Tom Bohli    | BMC Development Team & Stage | Klaas Lodewyck     | Gestopt             |
| Floris Gerts | BMC Development Team & Stage | Campbell Flakemore | Gestopt             |
|              |                              | Cadel Evans        | Gestopt             |

## Renners
| Naam                 | Geboortedatum | Nationaliteit    | Ploeg 2015                   |
| -------------------- | ------------- | ---------------- | ---------------------------- |
| Darwin Atapuma       | 15-01-1988    | Colombia         |                              |
| Tom Bohli            | 17-01-1994    | Zwitserland      | BMC Development Team & Stage |
| Brent Bookwalter     | 16-02-1984    | Verenigde Staten |                              |
| Marcus Burghardt     | 30-06-1983    | Duitsland        |                              |
| Damiano Caruso       | 12-10-1987    | Italië           |                              |
| Alessandro De Marchi | 19-05-1986    | Italië           |                              |
| Rohan Dennis         | 28-05-1990    | Australië        |                              |
| Silvan Dillier       | 03-08-1990    | Zwitserland      |                              |
| Jempy Drucker        | 03-09-1986    | Luxemburg        |                              |
| Floris Gerts         | 03-05-1992    | Nederland        | BMC Development Team & Stage |
| Ben Hermans          | 08-06-1986    | België           |                              |
| Stefan Küng          | 16-09-1993    | Zwitserland      |                              |
| Amaël Moinard        | 02-02-1982    | Frankrijk        |                              |
| Daniel Oss           | 13-01-1987    | Italië           |                              |
| Taylor Phinney       | 27-06-1990    | Verenigde Staten |                              |
| Richie Porte         | 30-01-1985    | Australië        | Team Sky                     |
| Manuel Quinziato     | 30-10-1979    | Italië           |                              |
| Joey Rosskopf        | 05-09-1989    | Verenigde Staten |                              |
| Samuel Sánchez       | 05-02-1978    | Spanje           |                              |
| Michael Schär        | 26-05-1986    | Zwitserland      |                              |
| Manuel Senni         | 11-03-1992    | Italië           |                              |
| Dylan Teuns          | 01-03-1992    | België           |                              |
| Greg Van Avermaet    | 17-05-1985    | België           |                              |
| Tejay van Garderen   | 12-08-1988    | Verenigde Staten |                              |
| Peter Velits         | 21-02-1985    | Slowakije        |                              |
| Loïc Vliegen         | 20-12-1993    | België           |                              |
| Danilo Wyss          | 26-08-1985    | Zwitserland      |                              |
| Rick Zabel           | 07-12-1993    | Duitsland        |                              |
| Stagiairs            |               |                  |                              |
| Taylor Eisenhart     | 14-06-1994    | Verenigde Staten | BMC Development Team         |
| Fabian Lienhard      | 03-09-1993    | Zwitserland      | BMC Development Team         |

## Overwinningen
Tour Down Under
5e etappe: Richie Porte
Ronde van Qatar
Ploegenklassement: BMC Racing Team
Ronde van Murcia
Winnaar: Philippe Gilbert
Ruta del Sol
4e etappe: Tejay van Garderen
Bergklassement: Damiano Caruso
Ploegenklassement: BMC Racing Team
Omloop Het Nieuwsblad
Winnaar: Greg Van Avermaet
Driedaagse van West-Vlaanderen
Proloog: Tom Bohli
Tirreno-Adriatico
1e etappe: BMC Racing Team (PTT)
6e etappe: Greg Van Avermaet
Eindklassement: Greg Van Avermaet
Ronde van Catalonië
Ploegenklassement: BMC Racing Team
Driedaagse van De Panne-Koksijde
Bergklassement: Loïc Vliegen
Volta Limburg Classic
Winnaar: Floris Gerts
Ronde van het Baskenland
4e etappe: Samuel Sánchez
Ronde van Californië
6e etappe: Rohan Dennis
Ploegenklassement: BMC Racing Team
Ronde van Luxemburg
Proloog: Jean-Pierre Drucker
2e etappe: Philippe Gilbert
4e etappe: Philippe Gilbert
Puntenklassement: Philippe Gilbert
Ronde van Zwitserland
5e etappe: Darwin Atapuma
7e etappe: Tejay van Garderen
Nationale kampioenschappen wielrennen
Australië - tijdrit: Rohan Dennis
België - wegrit: Philippe Gilbert
Italië - tijdrit: Manuel Quinziato
Verenigde Staten - tijdrit: Taylor Phinney
Ronde van Frankrijk
5e etappe: Greg Van Avermaet
Olympische Spelen
Wegrit: Greg Van Avermaet
Ronde van de Limousin
1e etappe: Joey Rosskopf
Eindklassement: Joey Rosskopf
Ronde van Spanje
16e etappe: Jean-Pierre Drucker
Ploegenklassement: BMC Racing Team
Ronde van Groot-Brittannië
7e etappe deel B: Rohan Dennis
Grote Prijs van Montreal
Winnaar: Greg Van Avermaet
Eneco Tour
2e etappe: Rohan Dennis (ITT)
5e etappe: BMC Racing Team (PTT)
UCI America Tour 2016
Eindklassement: Greg Van Avermaet
2007 · 2008 · 2009 · 2010 · 2011 · 2012 · 2013 · 2014 · 2015 · 2016 · 2017 · 2018 · 2019 · 2020
AG2R-La Mondiale · Astana Pro Team · BMC Racing Team · Cannondale Pro Cycling Team · Dimension Data · Etixx-Quick Step · FDJ · Team Giant-Alpecin · IAM Cycling · Team Katjoesja · Lampre-Merida · Team LottoNL-Jumbo · Lotto Soudal · Movistar Team · Orica GreenEDGE · Team Sky · Tinkoff · Trek-Segafredo